# Merenius alberti
Merenius alberti is een spinnensoort uit de familie van de loopspinnen (Corinnidae).
De wetenschappelijke naam van de soort werd in 1923 gepubliceerd door Roger de Lessert.